# Boostedt
Boostedt – gmina w Niemczech w kraju związkowym Szlezwik-Holsztyn, w powiecie Segeberg, siedziba urzędu Boostedt-Rickling.